# Зейналов, Фаррух Мамеднаби оглы
Фаррух Мамеднаби оглы Зейналов (азерб. Fərrux Məmmədnəbi oğlu Zeynalov; 4 мая 1942, Бильгях, Азербайджанская ССР — 14 января 2022) — государственный и политический деятель. Депутат Милли меджлиса Азербайджанской Республики III. Депутат Верховного Совета Азербайджанской ССР двенадцатого созыва. Кандидат экономических наук. Министр материальных ресурсов Азербайджанской Республики (1992—1997).

## Биография
Родился Фаррух Зейналов 4 мая 1942 году в посёлке Бильгях, пригороде города Баку. В 1959 году завершил обучение в поселковой средней школе, а в 1963 году закончил обучение в техникуме легкой промышленности. В 1969 году завершил обучение на факультете технологии швейных изделий Азербайджанского политехнического института. В 1985 году защитил кандидатскую диссертацию и получил ученую степень кандидата экономических наук.
Фаррух Зейналов начал свою трудовую деятельность рабочим в Бакинском городском управлении бытового обслуживания населения, затем работал в этом управлении портным, жнецом, начальником производства. С 1975 по 1983 годы работал директором фабрики «Индивидуальный пошив и ремонт одежды», с 1983 по 1987 годы — начальник Управления бытового обслуживания населения города Баку. С 1987 по 1992 годы работал генеральным директором Бакинского производственного трикотажного объединения имени Наримана Нариманова, объединения «Azeriungüleintisanae» комитета материально-технического снабжения Азербайджана, фирмы «Azerthohukutejhizats».
После обретения республикой Азербайджана независимости Фаррух Зейналов с 1992 по 1997 годы занимал пост министра материальных ресурсов Азербайджанской Республики (до упразднения министерства). С 1999 по 2005 годы занимал должность генерального директора компании «Доверие».
Избирался депутатом Бакинского городского Совета народных депутатов XVII и XVIII созывов, Верховного Совета Азербайджанской ССР XII созыва. Был членом Национального совета и Милли Меджлиса.
6 ноября 2005 года был избран депутатом Национального собрания по Второму Сабунчинскому избирательному округу № 27. Был членом постоянной комиссии Милли Меджлиса по вопросам природных ресурсов, энергетики и экологии. Являлся руководителем рабочей группы по межпарламентским связям Азербайджан-Украина, членом рабочих групп по межпарламентским связям Азербайджан-Бельгия, Азербайджан-Турция.
Был членом азербайджанской делегации в Межпарламентской ассамблее СНГ и заместителем председателя комиссии по бюджетному контролю.
Был женат, имел троих детей.
Автор книги «Bilgəh: səfalı yurdun layiqli övladları». В совершенстве владел русским языком.
Умер 13 января 2022 года после продолжительной болезни.

## Награды
Фаррух Зейналов был удостоен ряда орденов и медалей Азербайджанской ССР, почетного звания «Заслуженный работник коммунального и бытового обслуживания населения Азербайджанской ССР». Награжден золотой медалью выставки достижений народного хозяйства СССР.